# Saint-André-les-Vergers
Saint-André-les-Vergers é uma comuna francesa na região administrativa de Grande Leste, no departamento de Aube. Estende-se por uma área de 5,86 km². Em 2010 a comuna tinha 12 768 habitantes (densidade: 2 178,8 hab./km²).